# Ommatius lucidatus
Ommatius lucidatus är en tvåvingeart som beskrevs av Scarbrough 1997. Ommatius lucidatus ingår i släktet Ommatius och familjen rovflugor. Inga underarter finns listade i Catalogue of Life.